# 阿爾布雷希特二世 (勃蘭登堡)

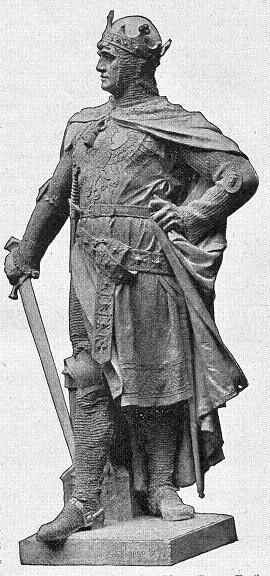
聳立於柏林阿爾布雷希特二世紀念碑

阿爾布雷希特二世（1177年？—1220年2月25日），阿斯坎尼王朝勃蘭登堡第四位藩侯（1205年—1220年在位）。大熊阿爾布雷希特一世之孫，奧托一世與第二任妻子愛達的兒子。奧托二世的同父異母弟。
1184年，父親奧托一世逝世後，奧托二世封阿爾布雷希特二世為阿爾內堡伯爵。阿爾布雷希特二世參與了第三次十字軍東征（1189年－1192年）。1184年，當他回國後，阿爾布雷希特二世被奧托二世在不明原因下短暫囚禁。1189年，阿爾布雷希特二世出席了條頓騎士團在阿卡舉行的成立大會。
1205年，奧托二世逝世，死後無嗣。阿爾布雷希特二世繼承為勃蘭登堡藩侯。在霍亨斯陶芬家族與韋爾夫家族爭奪神聖羅馬皇帝皇位期間，阿爾布雷希特二世開始時也承傳兄長的外交政策支持霍亨斯陶芬家族的士瓦本的菲利普。當菲利普於1208年被遇刺身亡後，因為奧托四世協助防禦丹麥人的威脅及1212年神聖羅馬帝國簽署契約承認勃蘭登堡的地位，阿爾布雷希特二世轉而承認奧托四世。
在此期間，阿爾布雷希特二世曾與馬德堡大主教阿爾布雷希特一世長期處於紛爭中。他在勃蘭登堡的什一稅糾紛中擔當重要的角色。
阿爾布雷希特二世明確地保存了泰尔托、普里格尼茨和部分烏克馬克的勃蘭登堡馬克地區，但卻被格芬家族奪去了波美拉尼亞。
阿爾布雷希特二世於1220年逝世，當時他的兩個兒子約翰一世及奧托三世仍未成年。初時，由馬德堡大主教阿爾布雷希特一世擔任攝政。在1221年，阿爾布雷希特二世的遺孀格羅伊奇的瑪蒂爾達取代了阿爾布雷希特一世成為攝政。1225年，瑪蒂爾達去世後，兩兄弟被宣布為合法的成年人，開始共同統治勃蘭登堡。

## 家庭
1205年，阿爾布雷希特與勞西茨邊疆區藩侯康拉德二世的女兒瑪蒂爾達結婚，兩人共有2子2女：
1. 約翰一世（1213年—1226年）
2. 奧托三世（1215年—1267年）
3. 伊莉莎白（1206年—1231年）
4. 瑪蒂爾德（英语：Matilda of Brandenburg, Duchess of Brunswick-Lüneburg）（1210年—1261年），與奧托一世結婚

| 阿爾布雷希特二世 (勃蘭登堡) 阿斯坎尼王朝出生于：約1177年逝世於：1220年2月25日 | 阿爾布雷希特二世 (勃蘭登堡) 阿斯坎尼王朝出生于：約1177年逝世於：1220年2月25日 | 阿爾布雷希特二世 (勃蘭登堡) 阿斯坎尼王朝出生于：約1177年逝世於：1220年2月25日 |
| 統治者頭銜                                                                    | 統治者頭銜                                                                    | 統治者頭銜                                                                    |
| ----------------------------------------------------------------------------- | ----------------------------------------------------------------------------- | ----------------------------------------------------------------------------- |
| 前任： 奧托二世                                                               | 勃蘭登堡藩侯 1205年—1220年                                                    | 繼任： 約翰一世及奧托三世                                                     |